# GSC2713-1770
GSC2713-1770 — хімічно пекулярна зоря спектрального класу A5, що має видиму зоряну величину в смузі V приблизно 10,0.